# The Equalizer (Fernsehserie, 2021)
The Equalizer – Schutzengel in New York (Originaltitel: The Equalizer) ist eine US-amerikanische Krimiserie, die erstmals 2021 bei dem US-amerikanischen Sender CBS gesendet wurde. Die Erstsendung in Deutschland erfolgte ebenfalls 2021 auf Sky One. Bis Anfang 2025 wurden fünf Serienstaffeln veröffentlicht. The Equalizer ist eine neue Version der gleichnamigen Serie aus den 1980er Jahren. Ähnlichkeiten bestehen zur Filmreihe The Equalizer mit Denzel Washington.

## Handlung
Im Mittelpunkt der Serie steht die ehemalige CIA-Agentin Robyn McCall, eine rätselhafte Frau in New York City und alleinerziehende Mutter der Teenager-Tochter Delilah, die ihre umfassenden Fähigkeiten einsetzt, um denen zu helfen, die sich an niemanden sonst wenden können. Sie fungiert als Schutzengel und Verteidigerin für diejenigen, die sich nicht selbst verteidigen können, und strebt gleichzeitig nach ihrer eigenen Erlösung.
Nach dem Weggang von der CIA lebt sie mit ihrer Tochter und ihrer Tante Viola Marsette, kurz „Tante Vi“ genannt, in einer Wohngemeinschaft zusammen. Kontakt hält sie zu ihrem ehemaligen Kollegen William Bishop, der sie vor den Behörden schützt und mit Informationen versorgt. Weitere Unterstützer sind der IT-Spezialist Harry Keshegian, der seinen eigenen Tod mit Hilfe von McCall vortäuschte, und seine Freundin Melody „Mel“ Bayani, eine ehemalige US-Air-Force-Scharfschützin. Der NYPD-Detective Marcus Dante, geschieden mit zwei Söhnen, wird von einem Zweifler an McCalls Arbeit später zu einem Freund und Partner. Gemeinsam helfen sie, manchmal auf illegale Weise, Menschen die in Schwierigkeiten gekommen sind und bei denen offizielle Stellen nicht helfen können oder wollen.

## Besetzung
| Figur                     | Darsteller         | Synchronsprecher |
| ------------------------- | ------------------ | ---------------- |
| Robyn McCall              | Queen Latifah      | Martina Treger   |
| Detective Marcus Dante    | Tory Kittles       | Armin Schlagwein |
| Harry Keshegian           | Adam Goldberg      | Tobias Nath      |
| Melody „Mel“ Bayani       | Liza Lapira        | Uschi Hugo       |
| „Tante Vi“ Viola Marsette | Lorraine Toussaint | Peggy Sander     |
| Delilah McCall            | Laya DeLeon Hayes  | Derya Flechtner  |
| William Bishop            | Chris Noth         | Tom Vogt         |

## Veröffentlichung
Ihre Premiere hatte die Serie am 7. Februar 2021 bei CBS. In Deutschland strahlte Sky One die Serie erstmals am 12. Juli 2021 aus. Die Free-TV-Premiere war am 3. Oktober 2022 auf VOXup. Es ist eine Neuauflage der CBS-Originalserie Der Equalizer (1985–1989). Im April 2024 wurde die Serie um eine Staffel 5 verlängert. Ab dem 18. Juli 2024 wird die vierte Staffel auf Sky One in Deutschland ausgestrahlt. Die fünfte Staffel startete am 27. Oktober 2024 auf CBS.
Im Mai 2025 gab CBS die Einstellung der Serie nach fünf Staffeln bekannt.